# Andreja Pejić
Andreja Pejić (pronúncia:/ənˈdreɪjə pɛˈdʒiːk/ ou/peɪˈdʒiːk/(Tuzla, 28 de agosto de 1991) é uma modelo australiana de etnia bósnia croata e bósnia sérvia. Pejić é uma mulher transgênero, que até 2014 era conhecida como um modelo andrógina que se descrevia como “vivendo entre os gêneros”.

## Começo de vida
Pejić nasceu em Tuzla, na Bósnia e Herzegovina, e tem um irmão mais velho, Igor. A mãe de Pejic, Jadranka Savić (Јадранка Савић), nasceu na Bósnia sérvia, e o pai de Pejić, Vlado Pejić, Na Bósnia croata. O casal se divorciou pouco depois do nascimento de Pejić. Durante a Guerra da Bósnia, Pejić e Igor fugiram para a Sérvia com sua mãe e avó para um campo de refugiados em Belgrado. Depois disso, a família foi morar em Vojska, vilarejo próximo de Svilajnac.
Depois do bombardeio da OTAN sobre a Jugoslávia, A mãe de Pejić sentiu que estavam em perigo e então decidiu tentar emigrar para a Austrália. Em 2000, quando Pejić tinha oito anos de idade, sua família mudou-se para Melbourne como refugiados políticos.
Quando estudava no ensino médio no colégio University High, Pejić foi descrita como sendo “academicamente brilhante”.

## Carreira
Ao que dizem, Pejić foi chamada para trabalhar como modelo antes do seu aniversário de 17 anos, enquanto ainda trabalhava no McDonald's.
Pejić foi inicialmente notável por modelar tanto roupas masculinas quanto roupas femininas. Nas apresentações de janeiro de 2011 da Paris Fashion, Pejić desfilou tanto as roupas femininas quanto as masculinas para Jean-Paul Gaultier, e masculinas para Marc Jacobs. Em maio de 2011, Pejić foi capa da revista Dossier Jornal'—na capa, Pejić é mostrada tirando a camisa e com rolinhos em seus cabelos—entretanto foi censurada pelas livrarias estadounidenses Barnes & Noble e Borders, que cobriram a imagem com um pano opaco. A preocupação expressada foi que os leitores poderiam pensar que Andreja fosse uma mulher fazendo topless.
No Stylenite, em julho de 2011, Pejić apareceu na passarela desfilando tanto roupas masculinas como femininas para a marca Michalsky. No ano seguinte, ela modelou criações matrimoniais criadas pela designer espanhola Rosa Clara na Barcelona Bridal Week 2013.
Em 2011 Pejic apareceu na 18.ª posição no ranking do site themodels.com que figurava os 50 maiores modelos masculinos, foi nomeado pela revista Out como “uma das pessoas mais influentes” no ano de 2011, e também foi nomeada 98ª Mulher Mais Sexy pela revista FHM em 2011 — um prémio que foi criticado pelo seu tom hostil para com pessoas transgénero, especialmente mulheres trans. A revista se referiu a Pejić como uma “coisa” e comentou “nos dê o saco de vômito” ao sugerir que pudesse vir a ser uma modelo da Vogue no futuro. Depois disso, a revista “FHM” retirou a noticia e postou um pedido de desculpas.
Em 6 de agosto de 2012, Pejić foi jurada no programa Britain & Ireland's Next Top Model.
Em 2013, Pejić apareceu junto com Iselin Steiro, Saskia de Brauw, Tilda Swinton e David Bowie no video do single de Bowie "The Stars (Are Out Tonight)".
No inicio de 2014, Pejić passou por uma cirurgia de redesignação sexual. Em julho, falou sobre sua identidade como mulher transexual a um entrevistador da revista People.
Em setembro de 2014, Pejić anunciou planos de criar um projeto para angariar fundos para a criação de um filme sobre ela e sua vida, dando atenção especial à sua vivência como mulher trans. A tentativa de obter 200 mil dólares para o projeto não obteve sucesso. Pejić tentou de novo com um objetivo mais modesto — 40 mil dólares —, que foi atingido e logo ultrapassado.